# Callophrys herculeana
Callophrys herculeana är en fjärilsart som beskrevs av Pfeiffer 1927. Callophrys herculeana ingår i släktet Callophrys och familjen juvelvingar. Inga underarter finns listade i Catalogue of Life.